# Onychocorycaeus agilis
Onychocorycaeus agilis – gatunek widłonoga z rodziny Corycaeidae. Opisał go pomiędzy 1849 a 1852 rokiem amerykański zoolog James Dwight Dana, nadając mu nazwę Corycaeus agilis.